# Ken Middleditch
Kenneth Arthur Middleditch (Camberley, 5 de octubre de 1925-9 de enero de 2021) fue un piloto británico de motocicletas.

## Trayectoria
Sirvió en la RAF en la Segunda Guerra Mundial como artillero trasero y se interesó en la autopista mientras estaba estacionado en Egipto.
En 1948 fichó por el equipo Hastings de Tercera División después de progresar en la escuela de entrenamiento de carreras de Eastbourne. Al año siguiente ya se había convertido en el máximo anotador de puntos de Hastings, pero a finales de ese mismo año se vio obligado a cerrar y fichó por Poole.
Este piloto tuvo una carrera exitosa en Poole, formando una pareja efectiva con el piloto de Tony Lewis, finalmente se convirtió en el capitán del equipo y ganó cuatro títulos de liga con el club. Middleditch dejó Poole para la temporada de 1957 cuando el club cerró durante un año y firmó por Swindon. Después regreso a Poole por dos temporadas más, antes de retirarse en 1962.
Después de retirarse del deporte, Ken estableció un negocio de Middleditch Salvage en la ciudad de Sturminster Marshall, perteneciente al condado de Dorset. 
Murió el 9 de enero de 2021 a la edad de 95 años.